# 133
133 (CXXXIII na numeração romana) foi um ano comum do século II do Calendário Juliano, da Era de Cristo, a sua letra dominical foi E (52 semanas), teve início e fim numa quarta-feira.  Segundo o horóscopo chinês, foi o ano do Galo.
| Ano completo                        |
| ----------------------------------- |
| Ano comum com início à quarta-feira |